# Lê Tắc
Lê Tắc, Lê Trắc (1263 - 1342, chữ Hán: 黎崱), hay Lê Trực, trước là họ Nguyễn sau đổi thành họ Lê, tự là Cảnh Cao (景高), hiệu là Đông Sơn (東山); người thuộc Ái châu, là một vị quan, sử gia người Việt sống ở thời triều vua Trần Thái Tông. Người Nguyên phát binh xâm lược Đại Việt lần thứ hai, Lê Tắc cùng chủ là Trần Kiện đã đầu hàng quân Nguyên. Quân Nguyên bại, Lê Tắc chạy sang Trung Quốc, được vua Nguyên phong chức. Quân Nguyên phát binh lần 3, Lê Tắc theo sang, lại phải bỏ chạy về Trung Quốc, sau lấy vợ và sống ở Hán Dương. Ông đã soạn Bộ sách sử An Nam chí lược trong thời gian sống lưu vong trên đất Đại Nguyên.

## Thân thế[4]
Lê Tắc, quê ở Ái châu, thuộc dòng dõi Nguyễn Phu, làm Thứ sử Giao Châu thời Đông Tấn (đầu thế kỷ 4). Tổ tiên của ông đã nhiều đời ở Ái Châu, trong đó có Tằng tổ tên là Nguyễn Khôn, khoảng cuối đời nhà Lý làm chức Đông Thượng các môn sứ; ông nội tên là Nguyễn Trưng, đầu đời nhà Trần làm chức Ngoại lang. Cha của ông tên là Nguyễn Viễn Vọng, làm Lệnh thư xá, cưới con gái của Hứa Thúc Tôn ở Chư Vệ, rồi sinh ra ông. Cha Lê Tắc cho ông về làm con nuôi của người cậu tên là Lê Bổng, người Chư Vệ, rồi đổi thành họ Lê.
Lê Tắc được dạy cho việc học, đến năm 9 tuổi, Lê Tắc thi khoa thần đồng. Lớn lên, ông cưới con gái của Xương Xán ở Chư Vệ, và được vua Trần Thái Tông cho vào cung hầu cận để đọc thơ, dần trải đến chức Thị lang. Sau, đổi ông qua giúp việc dưới trướng của Chương Hiến hầu Trần Kiện (con thứ của Tĩnh Quốc đại vương Trần Quốc Khang, và là cháu nội vua Trần Thái Tông).

## Sự nghiệp

### Đầu hàng nhà Nguyên
Theo sách Đại Việt sử ký toàn thư: Đầu năm Ất Dậu (1285), quân Nguyên từ Trung Quốc chia làm ba đạo tiến đánh Đại Việt (Việt Nam ngày nay) lần thứ hai. Lúc bấy giờ, đạo quân thứ 3 do tướng Toa Đô chỉ huy đang ở Chiêm Thành tiến đánh lên. Lập tức, Hưng Đạo Vương bàn với Thượng tướng Thái sư Trần Quang Khải ra quân chặn đánh ở Nghệ An. Tháng 2 (âm lịch) năm ấy, Trần Kiện và liêu thuộc (trong số đó có Lê Tắc) đem cả nhà đầu hàng quân Nguyên.
Theo sách An Nam chí lược, Mùa đông năm 1284, Thoát Hoan cùng A Lý Hải Nha tiến binh, tháng 12 quân tới biên giới Đại Việt, vua Trần cự địch bị bại. Tháng Giêng năm 1285, Toa Đô từ Chiêm Thành tiến binh, vua Trần quẫn bách, Trần Kiệm đem Lê Tắc và mấy vạn quân chống cự với Toa Đô ở Thanh Hóa. Trần Kiện bị thua, bèn đem Lê Tắc và quân đội đầu hàng quân Nguyên, được Thoát Hoan khen thưởng.
Tháng 4, quân Nguyên rút quân về nước, đến trại Chi Lăng, bị quân Đại Việt chặn đánh gấp gấp. Đang đêm, quân Nguyên bị vây, Trần Kiện bị chém chết trên lưng ngựa, Lê Tắc ôm thây ruổi ngựa chạy mấy mươi dặm, ra Khâu Ôn an táng cho chủ.
Sách Đại Việt sử ký toàn thư chép: 
..."Tháng 2, ngày Giáp Thìn mồng 1, con thứ của Tĩnh Quốc đại vương Quốc Khang là Chương Hiến hầu (Trần) Kiện và liêu thuộc là bọn Lê Trắc đem cả nhà đầu hàng quân Nguyên. Toa Đô sai đưa bọn Kiện về Yên kinh. Thổ hào Lạng Giang là bọn Nguyễn Thế Lộc, Nguyễn Lĩnh tập kích ở trại Ma Lục (Chi Lăng). Gia nô của Trần Hưng Đạo là Nguyễn Địa Lô bắn chết Kiện. Trắc đưa xác Kiện lên ngựa, trốn đi đêm, chạy được vài chục dặm, tới Khâu Ôn chôn Kiện ở đó".
Mùa xuân năm Bính Tuất (1286), vua nhà Nguyên là Hốt Tất Liệt phong cho Trần Ích Tắc (con vua Trần Thái Tông, đầu hàng và chạy sang Yên Kinh trong cuộc chiến tranh Nguyên Mông - Đại Việt lần thứ hai) làm "An Nam quốc vương". Các quan đi theo đều được phong chức tước theo thứ bậc, Lê Tắc được thưởng 500 quan và được phong sắc Tòng thị lang, lãnh chức Chỉ huyện Lệnh doãn.

### Chạy sang Trung Quốc
Năm Đinh Hợi (1287), quân Nguyên mượn tiếng đưa "An Nam quốc vương" Trần Ích Tắc về nước để tiến công Đại Việt lần thứ ba. Tháng 11, quân Nguyên đến biên giới Đại Việt, quân Trần giao chiến bị thua, lúc này Lê Tắc đang bị bệnh ở lại Tư Minh.
Tháng 12, quân Nguyên tan vỡ, bị vây hãm, Lê Tắc dẫn Đạt Vạn hộ, Tiều Thiên hộ, Lê Yến bỏ chạy. Lê Yến, trên ngựa bồng cậu bé chín tuổi, con của Trần Ích Tắc, cộng tất cả hơn sáu mươi quân kỵ, giết lính giữ ải, chạy về phương bắc. Ngựa Lê Yến sức yếu, chạy thụt đường sau, gần bị quân Đại Việt đuổi theo bắt kịp, Lê Tắc thương hại, đổi ngựa khỏe của mình cho Yến, mình cỡi ngựa đi sau quất ngựa Yến chạy tới để thoát nạn. Quân Đại Việt hai mặt giáp công, Lê Tắc nhiều lần suýt chết, chạy đến ải Châu Chiếu.

### Quan trường và cuối đời
Năm Nhâm Thìn (1292), Lê Tắc được cấp hàm Phụng Sự lang, lĩnh hư chức đồng Tri châu An Tiêm. Về sau, ông cưới Tôn nữ họ Lý (con quốc vương trước, và là con nuôi Chương Hoài hầu, tức Trần Văn Lộng) làm vợ. Bài "Tự sự" bị thiếu, nên không rõ quãng đời còn lại của ông. Theo Giáo sư Nguyễn Huệ Chi, thì về sau Lê Tắc được bổ làm Phụng nghị đại phu ở đất Hán Dương (nay là các quận Hán Dương và Thái Điện, địa cấp thị Vũ Hán, tỉnh Hồ Bắc). Ở đây, ông sống gần như một ẩn sĩ. Không rõ ông mất năm nào. Theo Kiến văn tiểu lục, Lê Tắc ở trên Quan Hồ thuộc Hán Dương, chép sách và trồng trọt, nhà cửa xơ xác, mà ngày nào cũng có khách tới chơi, tự coi là người ở phương xa đến, chỉ để ý vào non nước, ngoài ra không thèm lưu ý đến việc gì cả. Lê Quý Đôn viết Kiến văn tiểu lục, cho rằng, những việc kể trên Lê Tắc cũng là người thanh cao.

## Tác phẩm
Khoảng năm 1307, Lê Tắc đã cơ bản (về sau ông còn bổ sung thêm) làm xong bộ sách An Nam chí lược (gồm 20 quyển, về sau thất lạc quyển 20), trong đó có 15 bài thơ của ông. Đối với các nhà nghiên cứu người Việt, có ý kiến cho rằng, tác giả đã đứng trên quan điểm của người Nguyên để soạn An Nam chí lược, bằng lời lẽ xu phụ, nên đã bị một số sĩ phu khinh miệt cho tác giả là "tiểu nhân nho", là "phản bội tổ quốc". Song, cũng có ý kiến khác cho rằng, tuy làm quan cho nhà Nguyên, nhưng tác giả vẫn có lòng tưởng nhớ cố hương, và cách soạn sách theo quan điểm nhà Nguyên là việc bắt buộc phải uốn theo triều đại mà ông phục vụ. Mặc dù có những hạn chế về mặt quan điểm, nhưng An Nam chí lược vẫn được coi là một bộ sách lớn, xuất hiện sớm, có giá trị nhiều mặt, do một người có trình độ học vấn cao viết về thời đại mình đang sống (thời nhà Trần) trở về trước.

## Sách tham khảo
- An Nam chí lược, Soạn giả Lê Tắc, Nhà xuất bản sử địa, 1991.
- Kiến văn tiểu lục, Soạn giả Lê Quý Đôn, Nhà xuất bản văn hóa thông tin, 2007.
- Lê Tắc, "Tự sự". Bản dịch tiếng Việt in trong Tổng tập dư địa chí Việt Nam (tập 1, tr. 99-100). Nhà xuất bản Thanh Niên, 2012.
- Ngô Sĩ Liên, Đại Việt sử ký toàn thư (tập 2). Bản dịch tiếng Việt do Nhà xuất bản Khoa học xã hội ấn hành năm 1985.
- Nguyễn Huệ Chi, mục từ "Lê Tắc" in trong Từ điển văn học (bộ mới). Nhà xuất bản Thế giới, 2004.
- Nguyễn Q. Thắng - Nguyễn Bá Thế, Từ điển nhân vật lịch sử Việt Nam. Nhà xuất bản Khoa học xã hội, 1992.
- Vũ Ngọc Khánh, Người "có vấn đề" trong sử nước ta, Nhà xuất bản Văn Hóa Thông Tin, 2008.